# Руководство МВД России
С 21 мая 2012 главой Министерства внутренних дел Российской Федерации является генерал полиции Российской Федерации Владимир Александрович Колокольцев.

## Министр внутренних дел Российской Федерации
| №  | ФИО                                  | Специальное или воинское звание | Дата назначения                | Дата освобождения |
| -- | ------------------------------------ | --- | ------------------------------ | ----------------- |
| 1  | Василий Петрович Трушин              | генерал-полковник внутренней службы* | 27 октября 1989                | август 1990       |
| 2  | Виктор Павлович Баранников           | генерал-майор милиции генерал-лейтенант внутренней службы (ноябрь 1990)                                                                  | 8 сентября 1990                | 13 сентября 1991  |
| 3  | Андрей Фёдорович Дунаев              | генерал-майор милиции генерал-лейтенант внутренней службы (октябрь 1991)                                                                 | 13 сентября 1991               | 15 января 1992    |
| 4  | Виктор Фёдорович Ерин                | генерал-лейтенант милиции генерал-полковник внутренней службы (9 мая 1992) генерал армии (1 октября 1993)                                | 15 января 1992                 | 30 июня 1995      |
| 5  | Анатолий Сергеевич Куликов           | генерал-полковник (1993) генерал армии (9 ноября 1995)                                                                                   | 6 июля 1995                    | 23 марта 1998     |
| —  | Маслов Павел Тихонович (врио)        | генерал-полковник внутренней службы (1997)                                                                                               | 23 марта 1998                  | 30 марта 1998     |
| 6  | Сергей Вадимович Степашин            | генерал-лейтенант генерал-полковник (10 июля 1998)                                                                                       | 30 марта 1998 / 28 апреля 1998 | 12 мая 1999       |
| —  | Владимир Абдуалиевич Васильев (врио) | генерал-лейтенант милиции | 12 мая 1999                    | 21 мая 1999       |
| 7  | Владимир Борисович Рушайло           | генерал-лейтенант милиции (1998) генерал-полковник (1 июля 1999)                                                                         | 21 мая 1999                    | 28 марта 2001     |
| 8  | Борис Вячеславович Грызлов           | — | 28 марта 2001                  | 24 декабря 2003   |
| 9  | Рашид Гумарович Нургалиев            | генерал-полковник генерал-полковник милиции (январь 2004) генерал армии (27 декабря 2005)                                                | 29 декабря 2003 9 марта 2004   | 21 мая 2012       |
| 10 | Владимир Александрович Колокольцев   | генерал-лейтенант полиции (24 марта 2011) генерал-полковник полиции (12 июня 2013) генерал полиции Российской Федерации (10 ноября 2015) | 21 мая 2012                    |                   |

## Первые заместители министра
| ФИО                            | Специальное или воинское вание                                                      | Дата назначения                 | Дата освобождения | Основная должность                                                                                             |
| ------------------------------ | ----------------------------------------------------------------------------------- | ------------------------------- | ----------------- | --- |
| Абрамов Евгений Александрович  | генерал-лейтенант внутренней службы, генерал-полковник внутренней службы            | 29 января 1992 / 18 апреля 1992 | 18 августа 1995   | |
| Аникиев Анатолий Васильевич    | генерал-лейтенант внутренней службы*                                                | 8 января 1990                   | 25 мая 1992       | начальник Службы общественной безопасности (с 26.10.1990)                                                      |
| Баранников Виктор Павлович     | генерал-майор внутренней службы (1989)                                              | 17 июля 1990                    | 8 сентября 1990   | |
| Васильев Владимир Абдуалиевич  | генерал-полковник милиции*                                                          | 26 апреля 1997                  | 31 мая 1999       | начальник ГУОП МВД России (до 9 мая 1998 г.)                                                                   |
| Голубец, Павел Васильевич      | генерал-лейтенант, генерал-полковник (1996)                                         | 18 августа 1995                 | 22 ноября 1996    | начальник Главного штаба МВД России (с 26 февраля 1996 г.)                                                     |
| Горовой Александр Владимирович | генерал-лейтенант полиции (29 марта 2011), генерал-полковник полиции (12 июня 2013) | 11 июня 2011                    |                   | курирует вопросы общественной безопасности                                                                     |
| Дунаев Андрей Фёдорович        | генерал-лейтенант внутренней службы*                                                | 29 января 1992 / 18 апреля 1992 | 22 июля 1993      | |
| Егоров, Михаил Константинович  | генерал-майор милиции, генерал-лейтенант милиции генерал-полковник милиции (1993)   | 19 октября 1992                 | 18 августа 1995   | начальник ГУОП МВД России                                                                                      |
| Ерин Виктор Фёдорович          | генерал-лейтенант внутренней службы*                                                | 23 февраля 1991                 | 27 сентября 1991  | начальник Службы криминальной милиции                                                                          |
| Золотов Виктор Васильевич      | генерал-полковник (2006), генерал армии (10 ноября 2015)                            | 12 мая 2014                     | 5 апреля 2016     | главнокомандующий внутренними войсками МВД России                                                              |
| Козлов Владимир Иванович       | генерал-лейтенант милиции                                                           | 22 декабря 1999                 | 26 апреля 2001    | |
| Колесников Владимир Ильич      | генерал-лейтенант милиции, генерал-полковник милиции (1996)                         | 18 августа 1995                 | 11 февраля 2000   | |
| Комиссаров Вячеслав Сергеевич  | генерал-майор внутренней службы                                                     | 28 сентября 1991                | 5 июня 1992       | начальник Службы криминальной милиции                                                                          |
| Маслов Павел Тихонович         | генерал-лейтенант, генерал-полковник внутренней службы (1997)                       | 27 января 1997                  | 9 мая 1998        | начальник Главного штаба МВД России                                                                            |
| Нургалиев Рашид Гумарович      | генерал-полковник                                                                   | 30 июня 2002                    | 9 марта 2004      | начальник Службы криминальной милиции                                                                          |
| Петров Валерий Николаевич      | генерал-майор милиции, генерал-лейтенант милиции                                    | 8 ноября 1995                   | 31 марта 1997     | начальник ГУОП МВД России                                                                                      |
| Рогожкин Николай Евгеньевич    | генерал армии                                                                       | 20 декабря 2013                 | 12 мая 2014       | главнокомандующий внутренними войсками МВД России                                                              |
| Соловьёв, Николай Георгиевич   | генерал-лейтенант внутренней службы, генерал-полковник юстиции (1999)               | 1 июля 1999                     | 19 мая 2001       | начальник Следственного комитета при МВД России                                                                |
| Страшко Владимир Петрович      | генерал-лейтенант внутренней службы, генерал-полковник внутренней службы (1998)     | 9 мая 1998                      | 13 октября 1999   | статс-секретарь (до 1 апреля 1999)                                                                             |
| Суходольский Михаил Игоревич   | генерал-лейтенант милиции, генерал-полковник милиции (2008)                         | 24 марта 2008                   | 11 июня 2011      | |
| Фёдоров Валерий Иванович       | генерал-полковник милиции                                                           | 1 апреля 1999                   | 26 апреля 2001    | начальник Следственного комитета при МВД России (до 1 июля 1999 г.), статс-секретарь (с 1.4.1999 по 28.3.2001) |
| Чекалин Александр Алексеевич   | генерал-полковник милиции                                                           | 19 июля 2004                    | 24 марта 2008     | |

## Заместители министра
Обозначения: * — звание на момент отставки с должности, без увольнения в запас ** — звание на момент назначения. До 2022 года министр имел шесть заместителей, с 2022 года установлено семь заместителей.
| ФИО                                     | Звание | Дата назначения                 | Дата отставки                 | Основная должность или курируемая сфера |
| --------------------------------------- | --- | ------------------------------- | ----------------------------- | --- |
| Абрамов Евгений Александрович           | генерал-лейтенант внутренней службы (08.05.1992)                                                                                                   | 1990                            | 29 января 1992                | начальник Службы расследования преступлений |
| Алексеев Юрий Фёдорович                 | генерал-майор юстиции (14.06.2012) | 14.06.2012                      | 17.02.2014                    | начальник Следственного департамента МВД России |
| Алёшин Игорь Викторович                 | генерал-лейтенант полиции (2011) | 11 июня 2011                    | 14 июня 2012                  | |
| Аничин Алексей Васильевич               | генерал-майор юстиции (2007), генерал-лейтенант юстиции (03.07.2009)                                                                               | 04.01.2009                      | 11.06.2011                    | начальник Следственного комитета при МВД России (с 18.04.2006)                                                                                                  |
| Бобровский Николай Леонидович           | генерал-лейтенант внутренней службы* | 10 июля 2001                    | 30 июня 2002                  | начальник Службы криминальной милиции |
| Булавин Сергей Петрович                 | генерал-майор милиции, генерал-майор полиции (11.06.2011)                                                                                          | 18.02.2010 / 11.06.2011         | 14.06.2012                    | статс-секретарь |
| Ваничкин Михаил Георгиевич              | генерал-лейтенант полиции (14.06.2012) генерал-полковник полиции (2013)                                                                            | 14.06.2012                      | 16.07.2021                    | курировал криминальный блок |
| Васильев Владимир Абдуалиевич           | генерал-полковник милиции | 28 марта 2001                   | 24 декабря 2003               | статс-секретарь |
| Верёвкин-Рахальский Сергей Владимирович | генерал-лейтенант (октябрь 1999) | 11 марта 2003                   | 28 февраля 2005               | начальник Федеральной службы по экономическим и налоговым преступлениям                                                                                         |
| Голубев Иван Иванович                   | генерал-полковник милиции* | апрель 1999                     | 20.12.2003                    | руководитель оперативного штаба МВД на Северном Кавказе, курировал транспортную безопасность                                                                    |
| Герасимов Сергей Александрович          | действительный государственный советник Российской Федерации 1 класса (09.11.2011)                                                                 | 18.02.2010 / 11.06.2011         | 28.10.2014                    | курировал департамент государственной службы и кадров |
| Гостев Аркадий Александрович            | генерал-майор полиции (14.06.2012), генерал-лейтенант полиции (21.02.2014), генерал-полковник полиции (20.02.2016)                                 | 14 июня 2012                    | 25 ноября 2021                | курировал работу Штаба |
| Дунаев Андрей Фёдорович                 | генерал-майор внутренней службы** | 26 октября 1990                 | 13 сентября 1991              | начальник СИДиСР |
| Дурбажев Владимир Андреевич             | генерал-майор (8 мая 1992), генерал-лейтенант, генерал-полковник внутренней службы (1997)                                                          | 8 ноября 1995                   | 1998                          | начальник Тыла МВД России |
| Еделев Аркадий Леонидович               | генерал-лейтенант милиции, генерал-полковник милиции                                                                                               | сентябрь 2004 г.                | 18 февраля 2010               | начальник РОШ по управлению КТО на Северном Кавказе (до 2006 г.)                                                                                                |
| Ерин Виктор Фёдорович                   | генерал-майор милиции** | 26 октября 1990                 | 23 февраля 1991               | начальник Службы криминальной милиции |
| Зубов, Игорь Николаевич (1 раз)         | генерал-лейтенант милиции, генерал-полковник милиции                                                                                               | 1 июля 1999                     | 27 марта 2001                 | |
| Зубов, Игорь Николаевич (2 раз)         | действительный государственный советник Российской Федерации 1 класса (07.10.2013)                                                                 | 14 июня 2012                    |                               | статс-секретарь, курирует договорно-правовой департамент |
| Игнатьев Михаил Александрович           | генерал-лейтенант внутренней службы, генерал-полковник внутренней службы                                                                           | 10 июля 2001                    | 28 февраля 2005               | начальник Службы тыла |
| Кирьянов Виктор Николаевич              | генерал-полковник милиции (03.07.2009), генерал-полковник полиции (11.06.2011)                                                                     | 31 января 2011 / 11 июня 2011   | 11 декабря 2015               | курировал безопасность на транспорте |
| Кожевников Игорь Николаевич             | генерал-майор милиции, генерал-лейтенант милиции (1992), генерал-лейтенант юстиции, генерал-полковник юстиции                                      | 29 января 1992 / 18 апреля 1992 | 1 апреля 1999                 | начальник Следственного комитета |
| Кожокарь Валерий Васильевич             | генерал-лейтенант милиции, генерал-лейтенант полиции* (14.04.2011)                                                                                 | 11 июня 2011                    | 14 июня 2012                  | начальник Следственного департамента |
| Костенко Анатолий Иванович              | генерал-майор внутренней службы* | 2 января 1990                   | 5 июня 1992                   | начальник Службы финансового, материально-технического обеспечения и капитального строительства (с 04.02.1991)                                                  |
| Кравченко Александр Николаевич          | генерал-полковник полиции (17.02.2023) | 24 декабря 2021                 |                               | |
| Кубышко Владимир Леонидович             | генерал-лейтенант внутренней службы** генерал-лейтенант полиции** генерал-полковник полиции                                                        | 4 июля 2022                     |                               | начальник Департамента государственной службы и кадров |
| Куликов Александр Николаевич            | генерал-майор милиции, генерал-лейтенант милиции (1992), генерал-полковник милиции (1993)                                                          | 29 января 1992 / 18 апреля 1992 | 8 ноября 1995                 | |
| Куликов Анатолий Сергеевич              | генерал-майор (18.02.1988), генерал-лейтенант (19.02.1993), генерал-полковник (07.10.1993)*                                                        | 23 декабря 1992                 | 19 июля 1995                  | командующий внутренними войсками |
| Куликов Николай Васильевич              | генерал-полковник милиции (1999)* | 20 октября 1998                 | 2 декабря 1999 / 18 июля 2000 | начальник ГУВД г. Москвы |
| Латышев Пётр Михайлович                 | генерал-лейтенант милиции, генерал-полковник милиции (май 1997)                                                                                    | 29.08.1994                      | 18.05.2000                    | |
| Лебедев Сергей Николаевич               | генерал-майор полиции (11.06.2019) генерал-майор юстиции (01.06.2020) генерал-лейтенант юстиции (11.06.2021 генерал-полковник юстиции (06.06.2023) | 01.06.2020                      |                               | начальник Следственного департамента |
| Мальцев Юрий Алексеевич                 | контр-адмирал | июль 2003 г.                    | 13 сентября 2004              | |
| Маслов Павел Тихонович                  | генерал-лейтенант (1995), генерал-полковник (12 июня 1998)                                                                                         | 9 мая 1998                      | 5 апреля 1999                 | главнокомандующий внутренними войсками |
| Махонов Александр Михайлович            | действительный государственный советник Российской Федерации 3 класса (20.10.2015)                                                                 | 17.02.2015                      | декабрь 2017                  | курировал вопросы тыла |
| Миронов Дмитрий Юрьевич                 | генерал-майор полиции (18.02.2014), генерал-лейтенант полиции (20.02.2016)*                                                                        | 23.12.2015                      | 28.07.2016                    | курировал транспортную и экономическую безопасность, вопросы противодействия коррупции                                                                          |
| Мищенков Пётр Григорьевич               | генерал-лейтенант внутренней службы (08.05.1992)                                                                                                   | 28.09.1991                      | 07.11.1997                    | начальник СИДиСР (до весны 1992 г.), впоследствии курировал Главное управление исполнения наказаний и Главное управление государственной противопожарной службы |
| Мозяков Виталий Владимирович            | генерал-майор юстиции, генерал-лейтенант юстиции                                                                                                   | 03.04.2001                      | 28.02.2005                    | начальник Следственного комитета |
| Нелезин Пётр Васильевич                 | генерал-лейтенант внутренней службы, генерал-полковник внутренней службы (2000)                                                                    | 1 июля 1999                     | 10 июля 2001                  | |
| Новиков Андрей Петрович                 | генерал-лейтенант милиции, генерал-полковник милиции (2006)                                                                                        | 28 февраля 2005                 | 14 ноября 2006                | |
| Овчинников Вячеслав Викторович          | генерал-лейтенант (02.03.1999), генерал-полковник (05.04.1999)                                                                                     | 05.04.1999                      | 22.01.2000                    | главнокомандующий внутренними войсками |
| Овчинников Николай Александрович        | генерал-лейтенант милиции, генерал-полковник милиции (2008)                                                                                        | 17.03.2006                      | 18.02.2010                    | статс-секретарь, курировал транспортную милицию и Департамент режимных объектов                                                                                 |
| Панкин Вячеслав Кириллович              | генерал-лейтенант милиции** | 2 января 1990                   | 26 октября 1990               | |
| Паньков Михаил Анатольевич              | генерал-полковник (2000), генерал-полковник внутренней службы (2002)                                                                               | 10.04.2002                      | 28.02.2005                    | начальник ГУ МВД России по Южному федеральному округу (до 04.07.2003), начальник РОШ по управлению КТО на Северном Кавказе                                      |
| Рогожкин Николай Евгеньевич             | генерал армии (23.02.2007) | 11.01.2009                      | 20.12.2013                    | главнокомандующий внутренними войсками |
| Романов Александр Владимирович          | генерал-майор юстиции (июнь 2008), генерал-полковник юстиции (20.02.2020)                                                                          | 28.12.2016                      | 09.04.2020                    | начальник Следственного департамента |
| Романов Анатолий Александрович          | генерал-лейтенант (23.02.1994), генерал-полковник (07.11.1995)                                                                                     | 19.07.1995                      | 28.12.1995                    | командующий внутренними войсками |
| Рудченко Михаил Мефодьевич              | генерал-лейтенант милиции | 4 августа 2001                  | 27 января 2002                | начальник ГУ МВД России по Южному федеральному округу |
| Рушайло Владимир Борисович              | генерал-майор милиции (1994), генерал-лейтенант милиции (ноябрь 1998)*                                                                             | 09.05.1998                      | 21.05.1999                    | курировал деятельность ГУОП МВД и систему уголовного розыска |
| Савенков Александр Николаевич           | генерал-полковник юстиции | 12.05.2014                      | 28.11.2016                    | начальник Следственного департамента |
| Сафонов Олег Александрович              | генерал-лейтенант, генерал-полковник милиции* | 14.11.2006                      | 29.10.2007                    | курировал департаменты экономической безопасности, по борьбе с оргпреступностью и терроризмом, уголовного розыска                                               |
| Семилетов Фёдор Фёдорович               | генерал-майор милиции** | 2 января 1990                   | 26 октября 1990               | |
| Смирный Александр Михайлович            | генерал-лейтенант милиции, генерал-полковник милиции, генерал-полковник полиции (11.06.2011)                                                       | 04.09.2008 / 11.06.2011         | 14.06.2012                    | |
| Соловьёв Евгений Борисович              | генерал-полковник, генерал-полковник милиции | 03.04.2001                      | 28.02.2005                    | курировал организационные и кадровые вопросы |
| Страшко Владимир Петрович               | генерал-майор внутренней службы, генерал-лейтенант внутренней службы (1993)                                                                        | 29 января 1992 / 18 апреля 1992 | 8 ноября 1995                 | статс-секретарь |
| Суходольский Михаил Игоревич            | генерал-майор милиции, генерал-лейтенант милиции (2006)                                                                                            | 28 февраля 2005                 | 24 марта 2008                 | |
| Тихомиров Вячеслав Валентинович         | генерал-полковник (15.01.2000), генерал армии (06.11.2002)                                                                                         | 22 января 2000                  | 19 июля 2004                  | главнокомандующий внутренними войсками |
| Турбин Виталий Борисович                | генерал-лейтенант внутренней службы* | 29 января 1992 / 18 апреля 1992 | 4 июля 1994                   | |
| Устинов Александр Федорович             | н/д | 2 января 1990                   | 18 июня 1991                  | |
| Фёдоров Валерий Иванович                | генерал-лейтенант милиции, генерал-полковник милиции (1997)                                                                                        | 4 декабря 1995                  | 1 апреля 1999                 | начальник главного управления кадров, статс-секретарь(с 26.02.1996 по 9.5.1998)                                                                                 |
| Фролов Василий Алексеевич               | генерал-майор милиции** | 18 июня 1991                    | 24 января 1992                | начальник СИДиСР (до 28.09.1991), начальник Службы по работе с личным составом (c 28.09.1991)                                                                   |
| Храпов Андрей Иванович                  | генерал-лейтенант полиции (10.06.2017) генерал-полковник полиции (07.11.2022)                                                                      | 16.07.2021                      |                               | курирует криминальный блок |
| Чекалин Александр Алексеевич            | генерал-лейтенант милиции, генерал-полковник милиции                                                                                               | 28.08.2000                      | 19.07.2004                    | начальник Службы общественной безопасности (10.07.2001—27.08.2003), начальник ФМС МВД России (до 03.06.2004)                                                    |
| Черненко Андрей Григорьевич (1 раз)     | генерал-лейтенант внутренней службы | 01.04.1999                      | 25.05.1999                    | курировал вопросы кадровой и информационной политики |
| Черненко Андрей Григорьевич (2 раз)     | генерал-полковник внутренней службы | 23.02.2002                      | 05.04.2003                    | начальник Федеральной миграционной службы МВД России |
| Чернявский Валентин Семёнович           | генерал-лейтенант милиции* | июль 2000                       | 10 июля 2001                  | курировал ГИБДД, ППС, муниципальную милицию и общественную безопасность                                                                                         |
| Шевцов Леонтий Павлович                 | генерал-полковник (09.02.1995) | 24.07.1997                      | 06.04.1999                    | командующий, главнокомандующий внутренними войсками (до 25.05.1998), затем руководитель штаба МВД на Северном Кавказе                                           |
| Шкирко Анатолий Афанасьевич             | генерал-лейтенант (06.11.1993), генерал-полковник (30.03.1996)                                                                                     | 28.12.1995                      | 24.07.1997                    | командующий внутренними войсками |
| Школов Евгений Михайлович               | действительный государственный советник Российской Федерации 1 класса (25.01.2008)                                                                 | 19.11.2007                      | 11.06.2011                    | курировал департаменты экономической безопасности, по борьбе с оргпреступностью и терроризмом, уголовного розыска                                               |
| Шулика Виталий Дмитриевич               | генерал-майор полиции (21.02.2014) генерал-лейтенант полиции (22.02.2019) генерал-полковник полиции (18.02.2021)                                   | 29.12.2017                      |                               | курирует вопросы спецсвязи и защиты информации |
| Щадрин Сергей Фёдорович                 | генерал-полковник милиции | 06.10.2003                      | 28.02.2005                    | начальник Службы общественной безопасности |